# Вишояну, Константин
Константин Вишояну (4 февраля 1897, Урлаци, Валахия, Королевство Румыния — 4 января 1994, Вашингтон, США) — румынский юрист, политик, дипломат, журналист, государственный и общественный деятель Королевства Румыния.

## Биография
Сын учителя.
Изучал филологию в университете Бухареста, затем, право в Парижском университете, где получил степень доктора философии в области права.
В 1926—1929 годах работал секретарём Объединённого арбитражного суда в Париже, советником в экспертном управлении по языкам и национальностям при Лиге Наций в Женеве.
В 1931—1933 годах был членом Постоянной делегации Румынии на Конференции по разоружению Лиги Наций. Выполнял функции Чрезвычайного и полномочного посола и министра в Гааге (1933—1935) и Варшаве (1935—1936).
Зарекомендовал себя, как талантливый журналист и публицист, автор ряда статей, опубликованных во многих румынских газетах и журналах.
В апреле 1944 года был отправлен в Каир, чтобы обсудить перемирие с союзниками, но переговоры не увенчались успехом. После ареста правительства Антонеску, был назначен министром иностранных дел (4 ноября 1944 — 5 марта 1945) в правительстве во главе с Константином Сэнэтеску и Николае Рэдеску.
В 1946 году отказался войти в новое правительство, подконтрольное коммунистическим властям, тайно выехал из Румынии и прожил остаток жизни в США.
В ноябре 1947 года был заочно приговорён военным судом Бухареста к 15 годам заключения с конфискацией имущества и 50 000 лей штрафа.
После Второй мировой войны король Михай I назначил его президентом Национального комитета Румынии, антикоммунистической организации румынских изгнанников на Западе. НКР представлял собой правительство Румынии в изгнании. Исполнял обязанности руководителя с 1948 по 1975 год.
Умер в Вашингтоне 4 января 1994 года.